# Bowman Creek (Schoharie Creek)
Der Bowman Creek ist ein kleiner Fluss im Schenectady County, im Osten des US-Bundesstaates New York, in den Vereinigten Staaten. 
Er entspringt etwa 1,5 Kilometer südöstlich von Braman Corners, fließt von dort in nordwestliche Richtung, wo er bei Bramans Corner anschließend in westliche Richtung umschwenkt. Der Fluss mündet etwa 250 Meter südlich der New York State Route 160 als Nebenfluss in den Schoharie Creek. Die Flusslänge beträgt 4,2 Kilometer.
Der Bowman Creek fließt durch das, im NRHP gelistete, Eatons Corners Historic District (NRHP-ID 84003196).
Ende Juli 2008 richteten Überschwemmungen nach schweren Regenfällen im Einzugsgebiet einen hohen Schaden an.
Der Fluss wird historisch in der Schlacht von New Dorlach am 10. Juli 1781 erwähnt.